# Шефревиль-Тоннанкур
Шефреви́ль-Тоннанку́р (фр. Cheffreville-Tonnencourt) — коммуна во Франции, находится в регионе Нижняя Нормандия. Департамент коммуны — Кальвадос. Входит в состав кантона Ливаро. Округ коммуны — Лизьё.
Код INSEE коммуны — 14155.

## Население
Население коммуны на 2010 год составляло 261 человек.
| 1962 | 1968 | 1975 | 1982 | 1990 | 1999 | 2010 |
| ---- | ---- | ---- | ---- | ---- | ---- | ---- |
| 227  | 173  | 140  | 142  | 179  | 172  | 261  |

## Экономика
В 2010 году среди 170 человек трудоспособного возраста (15—64 лет) 129 были экономически активными, 41 — неактивными (показатель активности — 75,9 %, в 1999 году было 68,5 %). Из 129 активных жителей работали 118 человек (60 мужчин и 58 женщин), безработных было 11 (3 мужчин и 8 женщин). Среди 41 неактивных 15 человек были учениками или студентами, 18 — пенсионерами, 8 были неактивными по другим причинам.